# Xã Greenbush, Quận Alcona, Michigan
Xã Greenbush (tiếng Anh: Greenbush Township) là một xã thuộc quận Alcona, tiểu bang Michigan, Hoa Kỳ. Năm 2010, dân số của xã này là 1.409 người.